# Wapen van Belfeld

Het wapen van Belfeld

Het wapen van Belfeld is ontstaan in de jaren 20 van de 20e eeuw. Tot de herindeling van 2010, waarbij Belfeld bij Venlo werd gevoegd, bleef het ongewijzigd.

## Geschiedenis
Het wapen van Belfeld is vergelijkbaar met het oude, uit 1627 stammende wapen van Beesel. Hierop was de patroonheilige van dat dorp afgebeeld, Sint-Gertrudis, die het wapen van het Hertogdom Gelre vasthoudt. Belfeld vormde samen met Beesel tot de Franse tijd een schepenbank in het Ambt Montfort.
Het wapen van Belfeld bestaat sinds 1927. In het voorgaande jaar diende de voormalige gemeente een verzoek in bij de Hoge Raad van Adel en kreeg zij haar eigen wapen.
Het bestaat uit een schild met daarop twee leeuwen, vastgehouden door de Belfeldse patroonheilige paus Urbanus I. In het midden van het schild bevond zich een kleiner hartschild met daarop het wapen van het Ambt Montfort. Oorspronkelijk was het hoofdschild gelijk aan het wapen van Gelre, een herinnering aan het feit dat Belfeld sinds 1277 Gelders gebied was. Daarnaast werd de patroonheilige van het dorp, paus Urbanus I, als schilddrager aan het ontwerp toegevoegd. Dit ontwerp, dat in 1906 werd ingediend, werd door de Hoge Raad van Adel afgekeurd. Daarop besloot Belfeld om een schildzoom van goud en sabel aan het ontwerp toe te voegen, om de banden met het Huis Oranje-Nassau te symboliseren. Het gebied was namelijk in het bezit van deze familie tussen 1648 en 1795. Dit ontwerp was gereed in 1908, maar werd pas in 1926 ingediend. Het ontwerp werd wederom afgekeurd omdat het niet onderscheidend genoeg werd bevonden. Hierop werd, op voorspraak van de Hoge Raad van Adel zelf, het wapen van Montfort als hartschild in het nieuwe ontwerp geïntegreerd. Daarbij werd, in zilver, een klok (bel) in het hartschild toegevoegd.

## Blazoen
Het blazoen van 15 december 1926 luidt als volgt:
Gedeeld: I in azuur een omgewende dubbelstaartige leeuw van goud, gekroond van hetzelfde en getongd en genageld van keel, II in goud een leeuw van sabel, getongd en genageld van keel, in een hartschild van azuur een kasteel met 2 van kruisen voorziene gekanteelde torens, alles van goud, staande op den top van een berg of heuvel van hetzelfde, en vergezeld van eene klok (bel) van zilver in het hoofd. Schildhouder: de H. Urbanus Paus, gelaat en handen van natuurlijke kleur, gehuld in een onderkleed van zilver (albe), waaroverheen een casula van keel, aan den zoom geborduurd van goud, het hoofd gedekt met de latere tiaar van zilver, met 3 repen van goud, en daaromheen een gouden nimbus, in de rechterhand 3 korenaren van goud en in de linkerhand het patriarchale kruis van goud.
De heraldische kleuren zijn: azuur (blauw), goud (geel), keel (rood), sabel (zwart) en zilver (wit)